# 英国政党
英国政党最早出现於1662年，當時最先出現法院派及國家派，兩派迅速合併成托利黨。其時英國自君主專制政體變為君主立憲制後，地主和貴族手執中央大權，托利黨正是保守黨的前身，但18世紀工人階級冒起，並於1900年組成勞工代表委員會，亦即工黨前身，英國政治受兩黨把持的局面，自此成形。
現時英國執政黨為工黨。反對派為保守黨。

## 主要黨派
- 輝格黨 Whigs
- 托利黨 Tories
- 改革黨 Radical Party
- 英國保守黨 Conservative Party
- 英國自由黨 Liberal Party
- 愛爾蘭議會黨 Irish Parliamentary Party
- 英國工黨 Labour Party
- 英國社會民主黨 Social Democratic Party
- 英國自由民主黨 Liberal Democrats

## 背景
英國的政黨政治始於17世紀一場王位繼承的爭議。當年斯圖亞特王朝復辟，議會在1679年就詹姆斯二世的王位繼承權展開激烈爭論，反對他繼承權的議員們被政敵稱為輝格，意即「蘇格蘭強盜」；贊成詹姆斯繼位的議員們被貶稱為托利，即「愛爾蘭天主教歹徒」。兩派逐漸以此自稱，形成兩派政治。
輝格黨(Whig)代表新興資產階級和新興貴族利益，主張限制王權，提高議會權力；托利黨(Tory)代表地主貴族利益，維護君主專政，但戲劇性地，兩黨在1688年一致反對詹姆斯二世，發動光榮革命，此後輝格黨成為執政黨。然而，兩黨的成員並不一定互為排斥，當輝格黨出現分裂時，原本的地方貴族、銀行家、商家轉而加入托利黨，使該黨實力增強。1770－1830年托利黨執政。
19世紀工業革命發生時，工業資產階級和無產階級的出現令英國社會出現結構性變化，而原來的統治階級也出現變動。地方貴族和大商家的保守勢力在托利黨的基礎上組成英國保守黨，新興的工業資產階級則嚮往自由貿易，在原輝格黨的基礎上組成英國自由黨。
早期的兩黨政治主要限制在議會之內，直至1832年的選舉改革擴大了普選權後，各派系為爭奪選民，爭相在議會外建立選區協會，19世紀中葉已發展成有嚴密中央和地方體系的全國性政黨。在此變革下，保守黨雖然繼續逢勃發展，但自由黨因主張自由貿易的政策，使英國喪失了「世界工廠」，工業資本家轉而投向保守黨，多年來成為左右英國政策的大黨。
自由黨的位置在20世紀後逐由工人階級所取代。1900年2月，英國總工會發動創立英國勞工代表委員會，由隸屬於職工大會的工會組織和費邊社、獨立工黨以及社會民主聯盟組成，1906年改稱工黨。工黨早期依附自由黨，並在一戰期間加入了自由黨的聯合內閣，但從1924年開始，自由黨正式衰落，工黨與保守黨輪流執政，直至今日。
雖然英國被稱為兩黨政治，但到了80年代末，英國還有自由黨、社會民主黨、英國共產黨、合作黨、威爾士民族黨、蘇格蘭民族黨、民族陣線以及英國革命共產主義同盟等。

## 近代發展

### 1945－1976：戰後共識
“黃金年代”概括了由二次世界大戰後至七十年代中的英國政治。戰後英國百廢待興，政治家都有共識：永不要戰爭，國人不再住在貧民窟，要有適當營養，不再有大規模失業，不再因為教育不普及而埋沒人才。在1945年大選，工黨就提出「永不再來」這個口號，因此取得首次勝利，領導戰爭取得勝利的保守黨反而慘敗。 
英國兩大政黨：保守黨和工黨，對政治的基本信念，例如國家的角色和政策工具，都有共識。二次大戰期間，英國人民受盡艱苦，但仍然對國家保持樂觀和希望；六年的全民戰爭和全民政府把國家團結起來。既然贏得了戰爭，他們深信也可以贏得和平。
戰爭期間，一切由政府主導、分配。這些成功經驗促使保守黨亦轉而接受福利社會。兩大政黨都著重全民就業，把失業率控制在2-3%。信奉凱恩斯主義，認為政府有能力和責任來調控市場經濟，促進社會需求以達到全民就業。政府依靠稅收，財政，入息和物價政策來達到四個經濟目標：全民就業，物價穩定，貿易平衡和經濟增長。要達到這些目的，政府要和業界和工會溝通，達成共識。戰後英國經濟持續增長，使政府有能力一方面提高稅收和增加政府開支，同時又提高國民的生活水平和消費能力。 
在這種共識政治形勢下，英國國會在1945至1951年工黨執政期間推出了多項重要政策：一個現代化的福利社會，成立全民受益的國家醫療服務和強迫教育，全面的城鄉重建計劃，把主要的經濟企業（如銀行、民航、煤礦、鋼鐵、鐵路、水利、電力和煤氣）收為國營。兩黨的共識政治意味即使政權易手，新政府雖然在在野時曾一度反對部分政府政策，上場後亦會遵守及維持前政府訂下的法制，政治運作模式和主要的經濟體系。 
為了對抗以蘇聯為首的共產主義陣營，當時共識政治亦見諸西歐各國和世界政壇。1944年7月西方國家召開財經會議，成立國際貨幣基金會和世界銀行，對戰後重整各國繁榮作出極大的貢獻。此外還有關稅及貿易協訂組織，北大西洋公約組織和經貿合作組織。歐洲各國在1957年簽訂羅馬條約，為歐洲共同市場及今日的歐盟奠下基礎。 
內政方面，政治共識亦意味著國家的公共服務沿用著韋伯所謂的官僚架構。這些組織依循層次分明的架構，依據成文規則辦事。這種韋伯式的官僚架構長於部門和委員會方式的運作，但未能因應時勢改變和發揮創作性。公務員偏向按章辦事。官僚架構逐漸遠離韋伯倡議的有效率和權力的施政機構，而成為一個貶詞，只為行政上的方便，而不顧及有砜率去解決民生問題和國民是否滿意。 
英國的地方政府就是一個例子。地方議會的的民選議員分成若干委員會，委員會屬下有一個或多個部門，各由一主要官員統領，每部門都有自己的專業範圍。例如教育委員會下有教育部，由總教育官負責地方教育事宜。這種垂直式的部門結構成為整個施政系統的核心，各施其事，沒有多大的橫向協調。

### 1976－1979：由共識到分歧
1970年代中葉，各政黨的政治共識漸見分歧，主要是由經濟因素催化，尤其是受到國際資本市場所影響。1973-74年，阿拉伯國家和以色列的戰爭導致世界油價不斷上升。雖然英國的北海油田開始生產石油，英國的經濟負擔依然日趨嚴重。七十年代初期，英國經濟蓬勃，但其後經濟增長 放緩，稅收漸不足以支付各項福利開支。當時執政的工黨政府醒覺到公共開支不可以維持長期增長，由1974年開始削減政府開支。1975-76年政府開支佔國民收入總值48.8%，至1978-79年而減至43%。
1976年是分水嶺。執政多年的工黨威爾遜辭去首相職位，由卡拉漢繼任。9月的英鎊危機，引致國際基金會和世界銀行介入，在壓力之下，政府在12月再減縮公共開支，以符合向國基會貸款的條件。雖然工黨政府的政治主張偏向福利國家，不大情願減縮公共開支，但工黨在執政期間的最後兩年(1977-79)所減縮的公共開支，遠比其後執政的戴卓爾政府為多。工黨在1974年大選獲勝，一個主要因素是和工會訂立所謂社會契約，這個契約己變得支離破碎。1978至79年間，公營部門接連採取工業行動。傳媒連篇報導垃圾四處，無人處理和屍體無法下葬等等，都嚴重打擊選民對工黨的信心。意識形態右傾保守的戴卓爾夫人於1979年5月領導保守黨贏得大選。此後保守黨連續執政十八年，是20世紀執政最長的時期，不論軍事、外交、經濟及公共行政從此翻天覆地。 
第二次世界大戰後，不論是保守黨或工黨政府執政，當權者都大手筆增加公共開支，特別是各項福利措施，而沒有清楚計算這些服務的真正成本。一個部門是否成功往往用投入的資源來衡量，例如部門預算和員工數目，而不是計算它們提供了什揦的服務。到了七十年代，國家財力不足以支援無節制的膨脹。政府轉而縮減政費，重新衡量各項政策和排定輕重次序。換句話說，資源短缺促使制訂政策時必須更有系統。這些並不是1976年後的新事。五十年代後期，中央政府使推行公共開支調查，衡量中央政府部門在施政時能否達到預期成果。地方政府亦引進企業化管理。

### 1979－1990：戴卓爾夫人時代——新右派興起
在1979年的保守黨競選宣言中，柴契爾夫人大聲疾呼政府體制已變得龐大，個人自由空間縮小，誓言要糾正這種不平衡。有論者認為英國的福利制度是導致經濟衰退的主因：高福利政策需要高稅率來支付，高稅率把寶貴資源從「創造財富」的私營市場流向「消耗財富」的公營部門。福利國家一般由專業人員主政，忽略國民的參與。公營部門往往成為無問責性和管理不善的作業。福利國家主要由政府主導，忽略了社會的其他成分，如家庭，社區，志願團體和市場都可以和應當參與政府的管治。 
英國保守黨的新右翼政治思想（亦有稱為新自由主義）崇尚個人主義，個人自由，個人選擇和容忍社會有不平均現象。這和凱恩斯的福利國家價值觀，如集體主義，社會權利和社會平等是格格不入。新右翼主義強調自由市場經濟的好處和有創作性。有形的手（政府）和無形的手（市場）都可以作為調控生產和分配資源的工具。新右翼論者認為由政府來創造經濟福利是不適合的，因為由中央統籌和計劃經濟政策和措施是極為繁複，而又難以知道民意所趨。另一方面，市場被認為是有理性和有效率，鼓勵創業和增加財富。沒有政府和政客插手，市場可以自行適應經濟要求，為社會謀取最大的效益。對新右派來說，市場比政治更能為民眾利益著想；政府的主要功能就是保障市場自由發展和好好利用市場的動力。當然，新右派亦同意政府有必要提供一些公共財產，如國防，清潔空氣，街燈，警察和公路等，因為這些都是社會所需但經濟收入不足以吸引市場參與。另一類政府要提供的必須服務，例如醫療衛生和教育，可以提高國民的質素。如果某些市場產品有社會代價或對環境有影響，或市場失調或市場壟斷，政府亦應適當介入。但對公共財產的界定，新右派並無明確定義。
右翼的柴契爾夫人1979年帶領保守黨重新上台執政後，銳意打破戰後英國政治共識的悶局，國家要從以往「無所不管」的範疇撤退。鐵娘子推行的政策和前人有幾個不同的大方向：首先，她不認為全民就業是政府的責任，她願意承擔因失業問題帶來的政治和社會後果；其二，削弱工會的政治力量；其三，混合經濟的平衡由公營部門轉向私營傾斜；最後，她不認為推動平等機會是政府的責任，社會存在不平等往往是刺激創業和經濟活動的一股動力。1983年，柴契爾夫人再贏得大選，隨後更大力推行各項政策，把戰後的政治共識差不多完全推翻。柴契爾政權對英國政治的影響有多方面：挑戰國有主義，鼓勵私營經濟，縮減政府开支，管理主義興起，社會階級分歧日趨嚴重，削弱地方政府權力，鼓吹公私混合式的福利經濟和公民權利。簡而言之，政府應該「管」而不「理」。 
針對公營部門過份龐大這弊端，柴契爾政府推行翻天覆地的改革。電訊，煤氣，電力，水務和公共交通等國營企業紛紛出售，所得收入足以在經濟不景氣時支持減稅。即使有些服務依然保留國營，但機構和員工都要面對競爭文化的衝擊。政府在1982年成立審計署，後來又對府部門推行衡工量值的研究，引入私人企業家研究政府部門的運作。這些研究初時都只著重於經濟效率，沒有重視政策是否有效。 
在公營部門，傳統的公共行政(public administration)被新興的公共管理(public management)取而代之。這並不是簡單的文字遊戲，而是切實反映兩門不同意識型態和價值觀的管理模式。政府業務由單向民主議會問責轉而兼向經濟數字問責。一向享有終身職業保障的公營部門員工不再視鐵飯碗為必然。政府改革地方政府主要有幾方面：公私合營，引入競爭，權力重新分配，用者自付，強化市民的選擇和引入私營企業的管理模式。 
1979年，柴契爾夫人領導保守黨執政，雖然聲稱要改革英國政治和公共部門架構，但並沒有一個藍圖或全面的戰略計畫。柴契爾主義只是後人為她的政治思想和政策加上的標籤。綜觀新右翼政策可以包括宏觀，中觀和微觀各方面的目標。宏觀方面是要攪活英國經濟，改善經濟效率，為經濟發展創造條件，「摧毀社會主義」和重拾英國在世界的政治地位。改善經濟效率是最重要的目標。凱恩斯的創造需求經濟學和政府的辏制主義被揚棄。新右翼的經濟思想是引入貨幣主義，供應經濟和開放市場；要清除所謂「依賴文化」，減少國家管理的事務，創造活潑的「企業文化」和走向一個開放，自由的市場經濟。 
中期目的是讓私營企業重新注入活力，增強英國經濟的競爭力和加強企業自行管理的自由度。要私營企業有活力，就要減少國營企業和增加市場的競爭。英國的企業一定要有競爭能力，才能和國內外的外國公司爭一日長短。要加強企業自行管理的自由度，就要削弱工會在集體談判和參與企業運作的權力，好使私營企業和公營機構的管理人員有更大的權力和自主權來決定企業運作。管理人員要迅速回應市場需求，員工就要更具彈性和提高生產力。這樣，企業就可以更有效率和有競爭力，帶動經濟增長。在公營機構，管理專才代替以往的專業人士，確保善用資源，以符合政府的政策目標。 
微觀方面，保守黨政府要增強消費者的選擇權利，把個人從「依賴文化」中釋放出來，鼓勵個人盡自己的責任來照顧自己和家庭。 
這些目的就是保守黨政府的經濟和社會政策的核心思想：限制國家的權力，釋放個人自由，鼓勵市場機會和私營企業。保守黨把英國的經濟和社會環境永久地改變過來。 
雖然保守黨沒有一套完整的方案來推動他們的新右翼思想，但他們採取了三方面的手段。第一是通過經濟手段來增加市場競爭，鼓勵企業和創造營商文化。政府在1979年廢除外匯管制；其後多年間通過立法來削弱工會的勢力。政府不再堅持全民就業，任由失業率上升和市場自行厘訂薪金。在鼓勵市場和私人企業方面，政府成立地區發展局和企業發展局來鼓勵企業成長；後來更把主要的國營企業私有化。減低入息稅亦有助鼓勵個人和企業多消費，多儲蓄和多投資。 
第二個手段是為削減公營部門。這些政策包括把公營企業透過股票市場向個人和私營企業出售；餘下的公營機構亦要面對競爭。這些政策有三方面的影響：政府服務交由私人市場承辦，引進市場或半市場的競爭。出售國家財產更帶來額外收入，避免加稅就可以支付政府支出。到了1997年，已出售九十間公營企業。期間政府強迫公共採購要經過競爭性的投標程序，又把部分公共服務以合約方式外判。另一方面又削弱地方政府對規劃發展管理的權力，鼓勵國民自行創業。這不但可以創造財富，鼓勵自助，也有助減低失業。許多地方性的壟斷行業，例如公共交通，通訊和驗眼服務，甚至運送囚犯，都要向市場開放。本書會詳細介紹這些公共行政改革措施。 
為了要達到這些經濟目標，保守黨必須把持一個強而有力的中央政府來推行各項改革政策，不受地方政府和壓力團體影響。中央政府透過立法，行政指令和財政手段來建立強勢的，由上而下的控制。此外，中央政府又成立許多直屬中央的公共組織來執行政策，繞過民選的地方議會。這些新組織不是由選民選出，只向中央政府負責。
對地方政府來說，最有力的控制手段是財政控制。1979至1997年間，保守黨政府引入多過二十項財務改革，大大削弱了地方政府的財政獨立和加強中央政府的控制。到1997年，地方政府的財源只有20%來自地方稅收，中央政府控制大部份的財政來源。地方政府每年的支出預算是封頂的。碩果僅存的國營工業和國家醫療服務的財政預算都受到中央政府的指令限制。 
1979年保守黨政府上台後，終止了在舊有共識政治之下設立的政治協商機構。重要的政制改動如廢除由工黨主導的大倫敦議會，沒有諮詢公眾就立即實施；在短時間內急進立法，不留空間給受影響人士和壓力團體。在處理勞工關係，一貫作為諮詢文件的「綠皮書」成為最後立法的基準。其他政治手段包括加強治安和警政，大幅增加警察人手，改善警察薪酬和多建監獄，又同時減輕在福利和公共服務的承擔。與此同時，政府為福利和公共服務引入一連串的改變：鼓勵志願團體參與；透過內外競爭，使公共服務變得更有效率；公共服務必須訂明優先次序來分配服務，又鼓勵國民承擔更多個人責任。 
保守黨政府的第三項政治手段是催生全民資本主義。所謂全民資本主義，就是用政策來擴大民間擁有資產的空間和消費者的選擇權，提高公眾對企業文化的認識，弱化個人對福利國家的倚賴。政府向公屋租戶出售公營房屋，鼓勵私營企業員工擁有企業股票和分享盈利。把公營服務以合約形式外判和轉為非壟斷，好使私人企業能夠和公營機構在市政和民生服務公平競爭，例如警政，醫療，療養院，專業服務，甚至收集廢物。政府也向私立學校買位。以減免稅款來吸引更多國民參加私人保健保險。所有這些市場手段就是要鼓勵和增加競爭，使消費者有更多的選擇。 
保守黨這些新政對工黨的管治意識有極大的衝擊。之後的大選，工黨依然走舊路，推出國營化，單方面裁減核武器和退出歐洲共同市場等競選口號。1983年、1987年及1992年，工黨三次大選均慘敗，迫使工黨要全面檢討，要擺脫工黨是一個高稅收，高福利的政黨形象，弱化黨和工會的聯繫，以一個現代，民主和可以信賴的面貌取信於選民。

### 1990－1997：馬卓安時代——中間路線之戰
1990年，英國爆發前所未見的公民抗命，演變成街頭暴亂。起因是保守黨政府推出以人頭計算的「社區稅」代替以往的以房屋為單位的差餉。新稅不得民心，因為以人頭計算，低下階層就要多繳。人頭稅的政策，加劇了社會的貧富懸殊，催化社會動盪。11月20日，保守黨議員向戴卓爾夫人逼宮，戴卓爾夫人黯然下台，由馬卓安出任首相。馬卓安是保守黨的溫和派，不像戴卓爾夫人一樣的獨斷獨行，推行的政策更接近英國政治路線的中間位置。 
馬卓安領導的保守黨政府蕭規曹隨，繼承戴卓爾夫人的路線。在公共行政改革方面，他推行「市民憲章」運動，強化公共服務的透明度，希望量化服務標準以提高水平。1997年英國大選，工黨以新面貌，新政策的競選宣言贏得大選，結束了18年的保守黨統治。 
儘管保守黨的右傾路線動作多多，但如果單從減少政府開支來說，新政策似乎未有達到目的。1945至1991年間，政府在物資和服務的開支大概維持在國民總收入的23.5%，上下不超過兩個百分點。實際上，八十年代初期，在戴卓爾夫人執政初期，政府開支亦有增加，主要是當時經濟衰退，有三百萬人失業；又要支付部份公營部門大幅加薪，治安和國防預算亦有所增加。八十年代後期，政府開支有輕微減少，主要是經濟復甦，失業率下降。1990年，經濟再度衰退，政府開支亦告上升。保守黨於1997年下台，當時政府開支佔國民總收入的比率和他們在1979年上台時差不多一樣。事實上，任何國家一旦走上福利國家路線，政府開支和公營體制的規模就會高企不下。下列資料顯示，不走福利經濟路線的日本和美國比較歐洲各國就有明顯的不同。
保守黨執政18年間，政府出售大部份國營工業，所得到款項大約640億英鎊，用來津貼政府開支，償還部份國債和減低公營部門所需借款。以上說明一般政府開支如果長期維持在高水平，就很難拉下來。但保守黨在重整公營架構的運作方面，確實做了很多功夫。

### 1997－2010：新工黨的第三路線
1994年，貝理雅被選為工黨歷史上最年輕的黨魁，出任黨魁後，貝理雅決意要清除左傾主義。工黨黨章第四條訂定「基於全民擁有生產資料，為工人爭取他們勞動的全部成果」。對傳統的工黨黨員來說，這條社會主義宣言永遠不可以改變。貝理雅則認為這已是過時，必須刪除。貝理雅得到最後勝利，並疏遠工黨和工會的聯繫。他成功把工黨重新定位，把工黨走向英國政治路線的中間位置。這時候，保守黨和工黨的主要政治路線沒有多大分別。兩黨的中間路線政策差別不大：崇尚公私混合經濟；主張低稅率，低通脹而不是全民就業；量入為出；改革以往不論貧富的福利制度，和重新關注社區。新工黨揚棄極左路線，不再推行以往的福利主義和新自由主義，倡言提出「第三路線」，重點在重整國家與公民之間的權利和義務的關係。對於工黨的政治理念是什麼一回事，1998年，貝理雅就這樣表示： 
|  | 第三路線代表現代化的社會民主，強烈相信社會公義和中間偏左的政治目標；要達到目標，就需要適應，創新和前瞻。第三路線建基於這一個世紀以來推動政治的信念：民主，自由，公義，權利與義務和國際合作。第三路線遠離舊左派和新右派。舊左派主張國家控制資源，高稅率和只顧及生產者的利益；新右派視公共投資和社會融合為惡魔。我對二十一世紀的信念是全民政治，要和合以往被認為是互相矛盾的力量：愛國思想和國際合作，權利和義務，鼓勵創業和消滅貧窮和歧視。第三路線不是要分開左右。在一個改變中的世界，這條路線關注傳統的價值……把中間偏右兩大思潮 - 社會民主和自由主義 - 再溶合起來。兩者的分拆使西方政治在過去幾十年停步不前。 |

工黨在1997年重新上台執政，貝理雅成為185年來最年輕的首相，他承諾不會增加稅項和在最初兩年遵守前任政府定下的開支水平，因此新政府在初期沒有多大活動空間。1998年末，工黨政府完成對政府開支的全面檢討，然後決定未來政費開支的大方向。其後，財政大臣白高敦宣布未來三年對教育，公共運輸和市區重建等項目大幅增加開支，但條件是公共服務必須改革。跨部門的社會問題需要跨部門的合作來解決；每年的財政預算不再是由各部門各自處理，需要建立跨部門預算；訂定新的服務水平和效率標準，改善採購程序來節省開支。換句話說，新的投資和建立現代化的公共服務和有競爭性的服務文化掛勾。 
首先，政府撥款提高和增強經濟增長率和就業，糾正過去對勞工，經濟基建，運輸系統以及科技領域等投資不足的弊病。貝理雅的競選口號就是：「教育、教育、教育。」提高教育水平是當務之急，因為政府確信提高勞工技術水平才會提高生產力和創新能力，改善就業。教育投資可以保障長期的經濟增長。政府推出培訓計劃，幫助二十五歲以下和長期失業者重新加入市場。政府希望達到兩個目的：更多有現代技術的勞工投入工作，不再靠政府救濟而政府開支又可以減少。
政府撥款的第二個優先項目是提昇社會平等和機會，這和上述所提及的首個優先項目是相輔相成，共同創造現代，有活力的經濟。個人自主和個人福利有賴於平等的工作機會。政府的「工作賺取福利」計劃就大力投資在主要的社會服務。國家醫療服務要確保國民在有需要時可以得到高水平的醫療照顧，而不是基於他們有沒有能力支付醫療費用。對教育的投資也同等重要，使受社會剝削和排斥等問題連根拔起。教育改革由幼稚園做起，亦要針對逃學，成績低落和管教不善的學校。高層次方面，政府要援助年青時沒有機會接受高等教育的人士。為鼓勵年青人繼續就學，進而取得更好資歷，政府提供教育津貼。 
在公共房屋和社區建設方面，政府承諾撥出36億英鎊來增建房屋，改善出租公屋和社區建設；成立中央房屋視察組，確保地方政府在管理房屋方面能夠提供高水平的服務。增加對社區建設的投資，特別是針對一些貧困的小社區，從基本上來解決貧窮和社會排斥的問題；鼓勵當地居民參與管理社區事務，提供公共服務和賦權他們自行管理。改革社會服務亦同樣重要，確保這些服務適應現代社會轉變中的要求。政府確定罪案上升的主要原因是社會排斥，缺乏工作技能和吸毒。政府更注重防止罪案和幫助犯人重新納入社會。貧窮的主要原因是失業或沒有工作技能。政府訂立最低工資，改革社會保障和退稅予工作家庭。而「工作賺取福利」計畫更針對單親家庭，失業的年青人和長期失業者，使他們了解到工作比接受救濟更來得上算。 
政府的第三個優先項目是改革公共服務。在中央政府層次，財政部與各部門訂立新的公共服務協議，新的監察和審計系統，用跨部門預算來對付跨部門的問題，把服務水平提昇和訂立效率目標。今天的投資，是要為未來省錢。政府對應該如何提供公共服務並沒有既定模式，目標是要為納稅人提供高水平的服務，認為可以透過公營，私營和志願團體三方面合作來達到目的。要決定由誰來提供服務就要視乎哪一個會做得最好。政府最關心的是政府部門和其他執行機構必須協調和針對「顧客」的真正需要。

## 參见
- 英国政党列表